# Francisco Amat Fontanals
Francisco Amat Fontanals, en catalán: Francesc Amat i Fontanals, (nacido el 21 de marzo de 1943 en Tarrasa, Barcelona) es un exjugador de hockey sobre hierba español.  
Disputó los Juegos Olímpicos de Tokio 1964, México 1968 y Múnich 1972  con España, obteniendo un cuarto, sexto y séptimo puesto, respectivamente. 
Sus hermanos Juan Amat Fontanals, Pedro y Jaime, su hijo Pol Amat y su sobrino Santi Amat también jugaron profesionalmente al hockey sobre hierba y representaron a España en competiciones internacionales.

## Participaciones en Juegos Olímpicos
- Tokio 1964, 4.
- México 1968, 6.
- Múnich 1972, 7.